# Barbus kuiluensis
Barbus kuiluensis är en fiskart som beskrevs av Pellegrin, 1930. Barbus kuiluensis ingår i släktet Barbus och familjen karpfiskar. IUCN kategoriserar arten globalt som otillräckligt studerad. Inga underarter finns listade.